# La stessa luna
La stessa luna (La misma luna) è un film del 2007 diretto da Patricia Riggen.

## Trama
Carlitos vive in Messico con sua nonna. Sua madre Rosario, che lavora illegalmente negli Stati Uniti, gli ha detto che, nel momento in cui avesse avuto qualche difficoltà, avrebbe dovuto guardare la Luna sapendo che anche lei in quel momento la stava guardando. Alla morte della nonna, Carlitos va alla ricerca di Rosario incontrando molte insidie.